# Charles Nieucel
Pas d'image ? Cliquez ici

a Compétitions nationales et continentales officielles uniquement.

b Matchs officiels uniquement.
Dernière mise à jour le 8 août 2025.
Charles Nieucel est un joueur français de rugby à XV, né le 19 mars 1949 à Cahors, de 1,87 m pour 95 kg, ayant occupé le poste de troisième ligne centre ou de seconde ligne au SU Agen.

## Biographie
Il fut un élément principal du pack agenais durant plus d'une dizaine d'années.
Le 1er mai 1980, il participe au premier match des Barbarians français contre l'Écosse à Agen. Les Baa-Baas l'emportent 26 à 22. Le 11 novembre 1982, il est le capitaine des Barbarians français contre l'Argentine à Dax. Les Baa-Baas s'inclinent 8 à 22.

## Palmarès
Avec le SU Agen
- Championnat de France de première division :
  - Champion (2) : 1976  et 1982
- Challenge Yves du Manoir :
  - Finaliste (2) : 1970  et 1975